# Джерела «Гуркало»
Джерела «Гуркало» — гідрологічна пам'ятка природи місцевого значення в Україні. Пам'ятка природи розташована на території Чортківського району Тернопільської області, село Помірці, між Поморецькою горою та гостинцем.
Площа — 0,3900 га. Статус надано рішенням Тернопільської обласної ради від 14 квітня 2011 № 1049.